# Abu-l-Hàssan Àhmad ibn al-Mudàbbir
Abu-l-Hàssan Àhmad ibn Muhàmmad ibn Abd-Al·lah ibn al-Mudàbbir, més conegut com a Abu-l-Hàssan Àhmad ibn al-Mudàbbir (833 o 834-després de 878) fou un alt funcionari abbàssida que va servir a Iraq, Síria i Egipte.
Va servir sota els califes Al-Wàthiq (842-847) i Al-Mutawàkkil (847-861) però fou destituït pel visir Ubayd-Al·lah ibn Khàqan el 854 i fou nomenat encarregat de finances dels districtes de Damasc i Urdunn, i el 861 va ser nomenat supervisor de les taxes del kharadj a Egipte. Àhmad ibn Tulun es va establir com a governador d'Egipte l'estiu del 868 i Ibn al-Mudàbbir li va fer regals per obtenir el seu favor sense gaire èxit. Durant quatre anys Àhmad ibn Tulun va disputar la direcció dels afers administratius al seu cap de finances Ibn al-Mudabbir, que era odiat pel poble per la seva cobdícia. La lluita es va acabar el juliol del 871 amb el seu empresonament i confiscació de béns, sent alliberat poc després (872) i traslladat a les mateixes funcions que abans tenia però a Síria. Les funcions d'Ibn al-Mudabbir a Egipte van passar a mans d'Abu Djafar Muhammad ibn al-Kan (mort el 891) que després fou el canceller d'Àhmad a Fustat. Ahmad va ocupar Damasc el 877 i Ibn al-Muddàbir fou altre cop arrestat però breument i condemnat a pagar una multa, però després fou enviat a Egipte sent empresonat i morint en presó en data desconeguda.